# By:Larm
by:Larm är en norsk, årlig musikkonferens och -festival. Den arrangerades första gången 1998 i Trondheim. Konferensen hålls under tre dagar i februari varje år och arrangeras i Oslo. Åren 1998 till 2008 ägde festivalen rum i en ny stad varje år. 2003 och 2004 samarbetade by:Larm med Alarmprisen.
År 2010 var by:Larm initiativtagare till musikpriset Nordic Music Prize som sedan dess har delats ut varje år i samband med festivalen. Priset tog inspiration från Mercury Music Prize och man har som mål att stärka samarbetet inom musikindustrin i regionen, att öka det internationella intresset för nordisk musik samt att åter lyfta fram fullängdsalbum som en konstform.

## Arrangörsstäder
- 1998: Trondheim
- 1999: Stavanger
- 2000: Bergen
- 2001: Tromsø
- 2002: Kristiansand
- 2003: Trondheim
- 2004: Bergen
- 2005: Stavanger
- 2006: Tromsø
- 2007: Trondheim
- 2008: Oslo

Sedan 2008 har by:Larm alltid arrangerats i Oslo.